# Castillo de Orava
El Castillo de Orava (Oravský hrad en Checo) es una fortaleza situada en el municipio de Oravský Podzámok, en Eslovaquia. Es un importante monumento en la región de Orava y se encuentra entre los principales castillos del país. Está protegido como monumento cultural nacional y está abierto al público.

## Historia

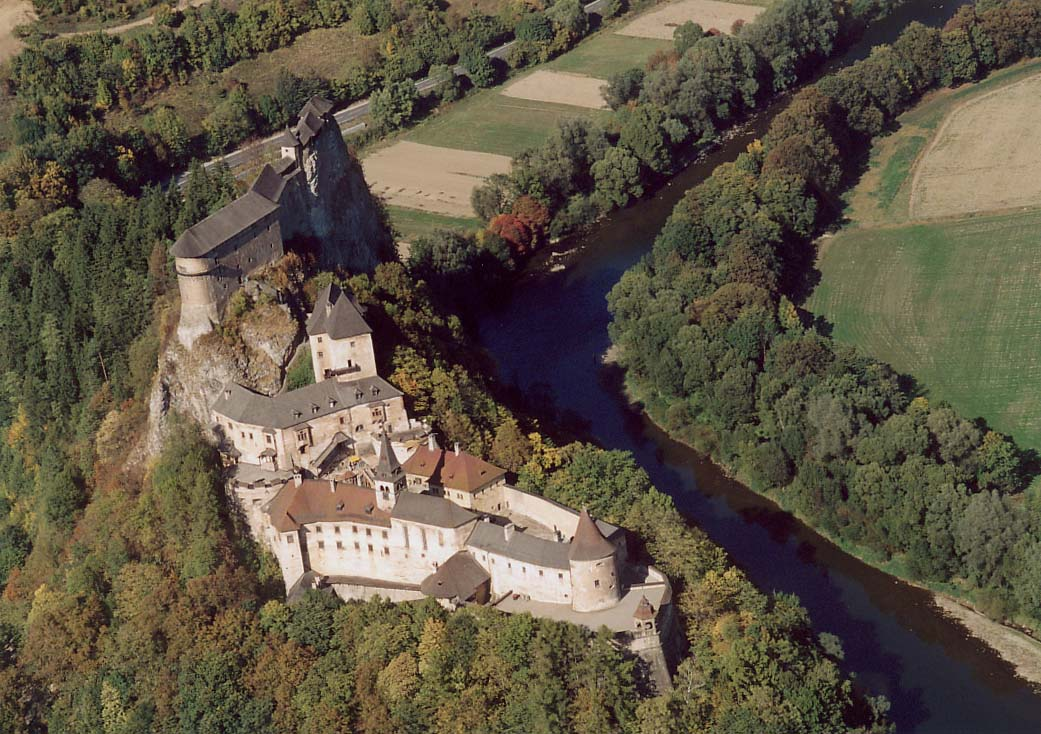
Castillo de Orava, vista aérea

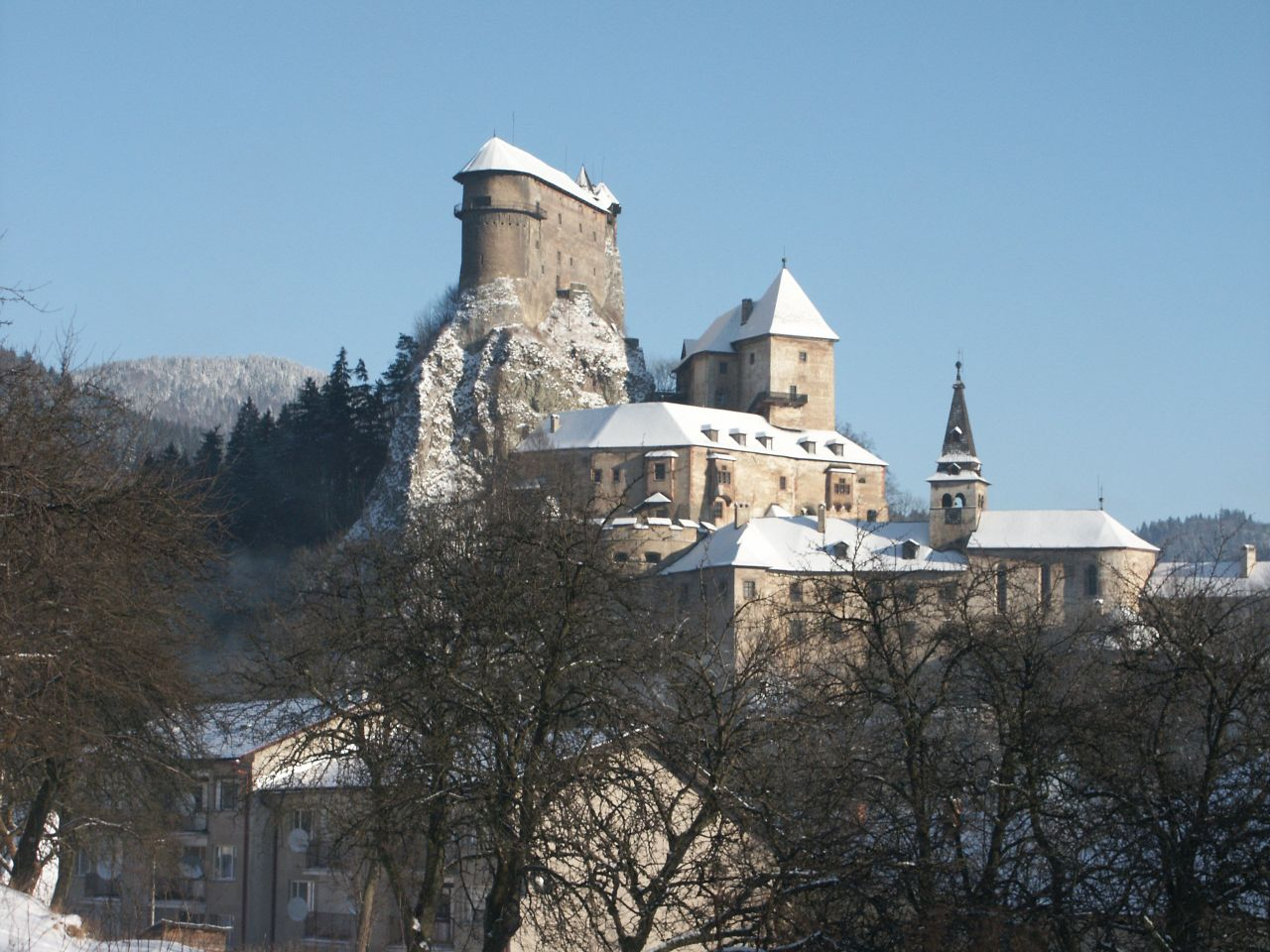
Castillo de Orava en invierno

La muralla del Castillo de Orava sobre el nivel del río Orava y el pueblo de Oravský Podzámok, eran inicialmente una fortaleza fortificada, protegida al norte por un macizo rocoso y al sur por una muralla de tierra semicircular. La parte más alta del castillo se encuentra a una altura de 112 metros sobre el nivel del río.
La colina del castillo estuvo habitada desde la época prehistórica.
A mediados del siglo XIII se construyó el castillo de ladrillo, probablemente sustituyendo a un castillo de madera, del que se menciona por primera vez por escrito en 1267, durante el reinado del rey Béla IV. Tomó el relevo de Miko Balaša a cambio de las ciudades Žilina, Varín y Sučany y pasó a ser propiedad Real. En 1298, el castillo perteneció al territorio de Matúš Čák Trenčanský, y después pasó a manos del magistrado Donč, en el siglo XIV y al gobernante Karel Robert. Más tarde a nobles importantes, como el chambelán Leopold o Stibor de Stibořice entre otros. 
A partir de 1441, el propietario del castillo fue Pedro Komorovský, quien no solo lo defendió contra los husitas, sino que gracias a hábiles políticas y negociaciones llegó a convertirse en el manto de Orava, lo que también se reflejó en la reparación y fortificación del castillo. En el siglo XV, el castillo pasó a ser propiedad del rey Matyáš Korvín, quien implementó una serie de medidas para la seguridad del castillo y del territorio de Orava. En 1534 Ján z Dubovec adquirió el castillo y el rango de zhúban. Después de su muerte, el castillo fue administrado por Václav Sedlnický, desde 1556 František I. Turzo, quien lo adquirió mediante compra por 18.338 florines por un arrendamiento a largo plazo hasta que la Corte Real le reembolsó los gastos incurridos. Posteriormente, el castillo pasó a ser propiedad de su hijo Juraj VII. Turzo, que lo adquirió en 1606 como propiedad permanente y hereditaria tras una espada y un caballo. Juraj Turzo tuvo un hijo, Imrich, y siete hijas.
Con la muerte de Imrich Turz, la línea de la espada se extinguió. Dado que Juraj Turzo no quería que sus bienes se dividieran tras la muerte de su único descendiente varón, estableció en su testamento el principio de indivisibilidad de los bienes, únicamente el producto de los mismos. En 1626, las siete hijas de Juraj Turz se reunieron en el Castillo de Lietava y fundaron la llamada Orava Castle Estate, que siempre contó con un director electo que gestionaba estas propiedades. Entre 1556 y 1621, la familia Turz reconstruyó y fortificó gradualmente el castillo.

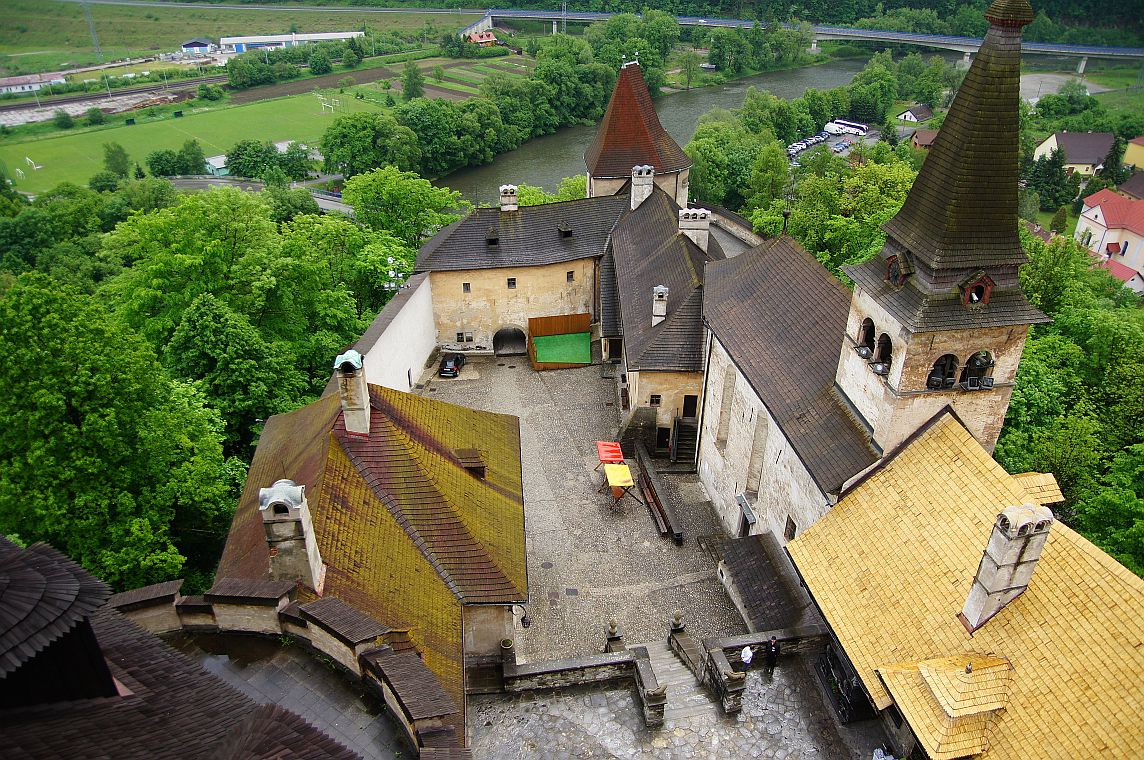

El castillo fue construido en un lugar estratégicamente importante en la ruta húngaro - polaca (anteriormente también una importante ruta del ámbar), cerca de la estación de aduanas de Tvrdošín y desde 1370 fue un castillo del Condado. El complejo de edificios del castillo superior, medio e inferior, que ocupa tres altas terrazas de la roca del castillo, se construyó gradualmente desde mediados del siglo XIII hasta principios del XVII. La parte más antigua era el palacio en la parte superior del castillo, protegido por fortificaciones en el área del actual castillo central. A finales del siglo XV y principios del XVI se produjeron importantes modificaciones estructurales, cuando en el castillo central se construyó un palacio residencial, reforzado en los laterales por baluartes circulares. En aquella época se construyeron y reforzaron al mismo tiempo las fortificaciones en el recinto del castillo inferior.
En la segunda mitad del siglo XVI, la familia Turz reanudó las actividades de construcción con la reconstrucción del castillo superior abandonado y la construcción del llamado Palacio de Turz, añadido al bastión occidental del castillo central. El resultado de la actividad constructiva de principios del siglo XVII fue la construcción del palacio y la reconstrucción de las fortificaciones en la parte inferior del castillo, lo que dio a todo el complejo del castillo su forma actual.
Durante los disturbios de la segunda mitad del siglo XVII, el castillo fue ocupado temporalmente en 1672 por rebeldes campesinos liderados por Gašpar Pika. Durante el levantamiento de Francisco II. El castillo de Rákoczi fue conquistado en 1703 por los rebeldes bajo el mando de Alexander Károly. Unos meses más tarde, el castillo fue recuperado por las tropas imperiales hasta 1709, cuando la guarnición del castillo se rindió. 
En 1800 se produjo un incendio en el castillo, probablemente porque una chispa saltó de la chimenea, encendió el techo y desde allí el fuego se extendió a todo el castillo. František Zič realizó trabajos de rescate parciales y en los años 1906-1912 la parte central fue restaurada por Jozef Pálfi. Ya a principios del siglo XIX y XX se realizaron trabajos de reparación y reconstrucción en el castillo. Durante la Segunda Guerra Mundial, las tropas alemanas utilizaron el castillo como puesto de observación de artillería. Después de que los artilleros soviéticos dispararan una andanada de lanzacohetes Katyusha contra el edificio, los alemanes afortunadamente se retiraron hacia el castillo y escaparon del Ejército Rojo. La generosa restauración de todo el castillo no comenzó hasta 1953-1968 (proyecto K. Chudomelka y K. Chudomelková, Stavoprojekt Bratislava, 1955), tras lo cual se convirtió en la digna sede del Museo de Orava.

## Zonas

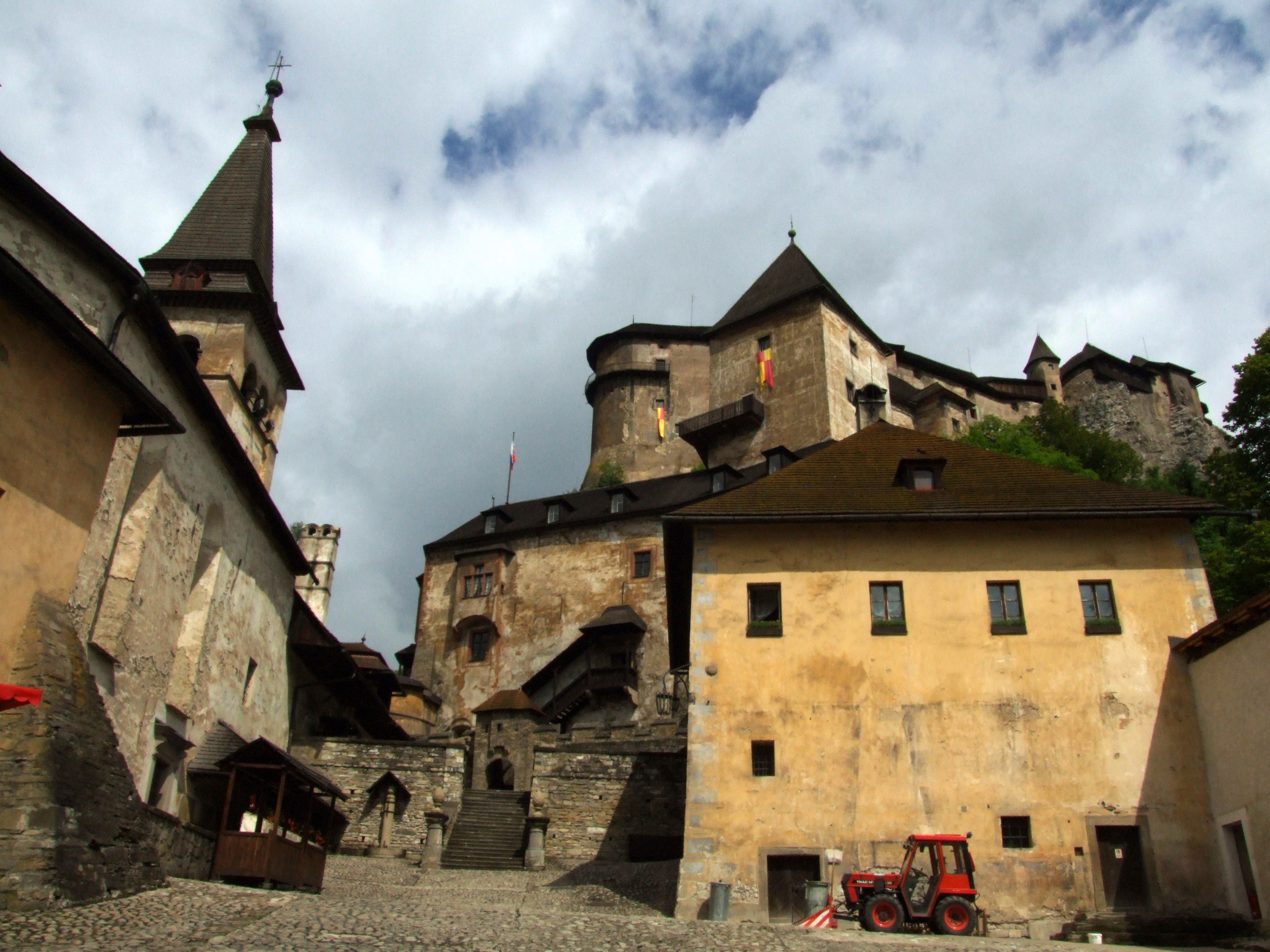

El Castillo de Orava se divide en castillo superior, medio e inferior.
- La parte superior del castillo está formada por la Ciudadela, la parte más antigua del castillo, que fue construida en el siglo XIII y sirvió para la defensa del castillo.
- El castillo del medio está formado por el palacio de Corvín, el palacio de Juan de Dubovce y una torre residencial. En el centro del castillo hay un pozo cuya profundidad original era de noventa metros. El pozo fue excavado por František Turzo a mediados del siglo XVI. siglo, medía setenta metros.
- El castillo inferior consta del palacio de Turz, la capilla de San Miguel, los baluartes occidental y oriental, el edificio de la rectoría y el sistema de defensa compuesto por la primera, segunda y tercera puerta del castillo.

## Exposición

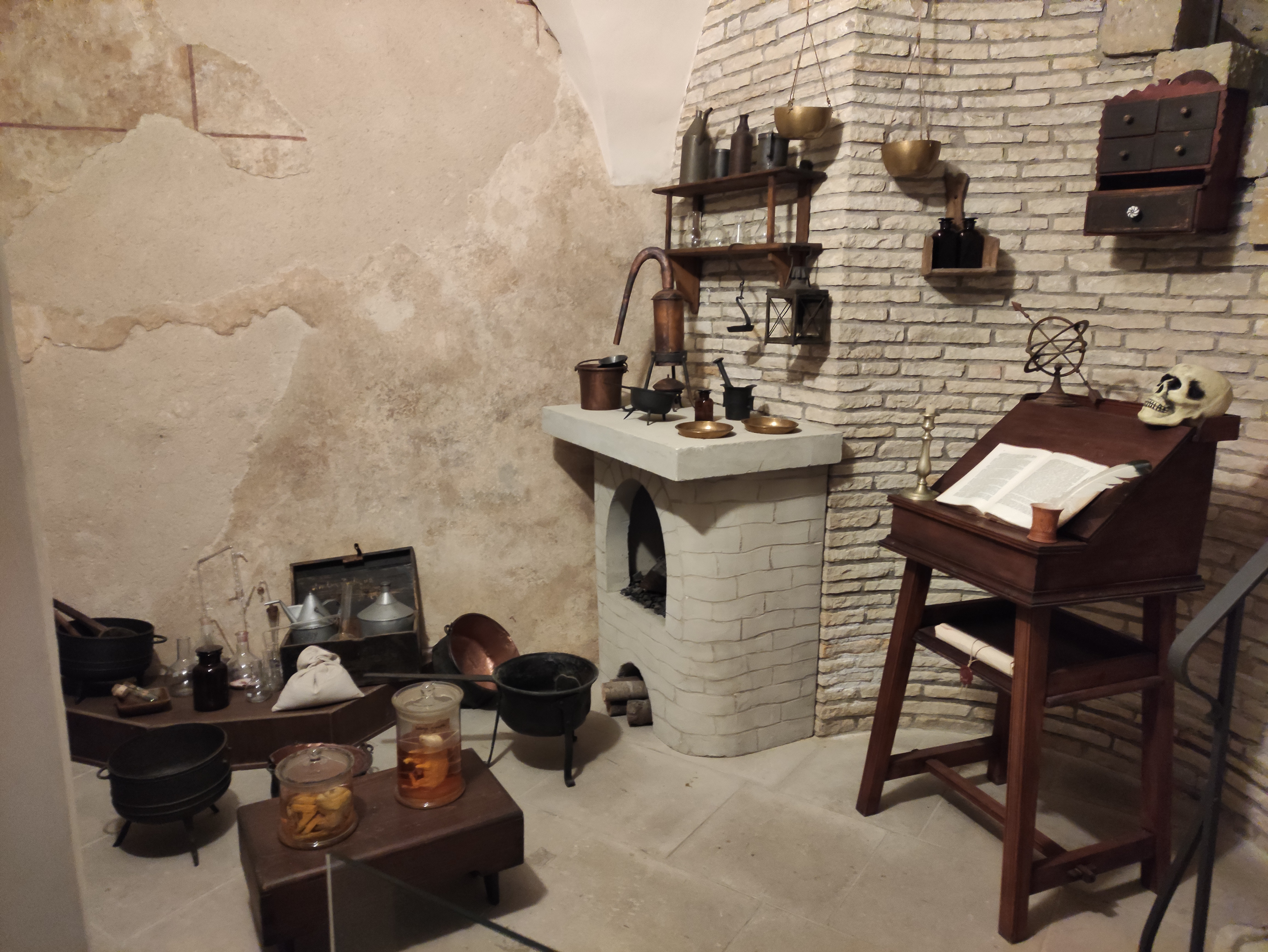

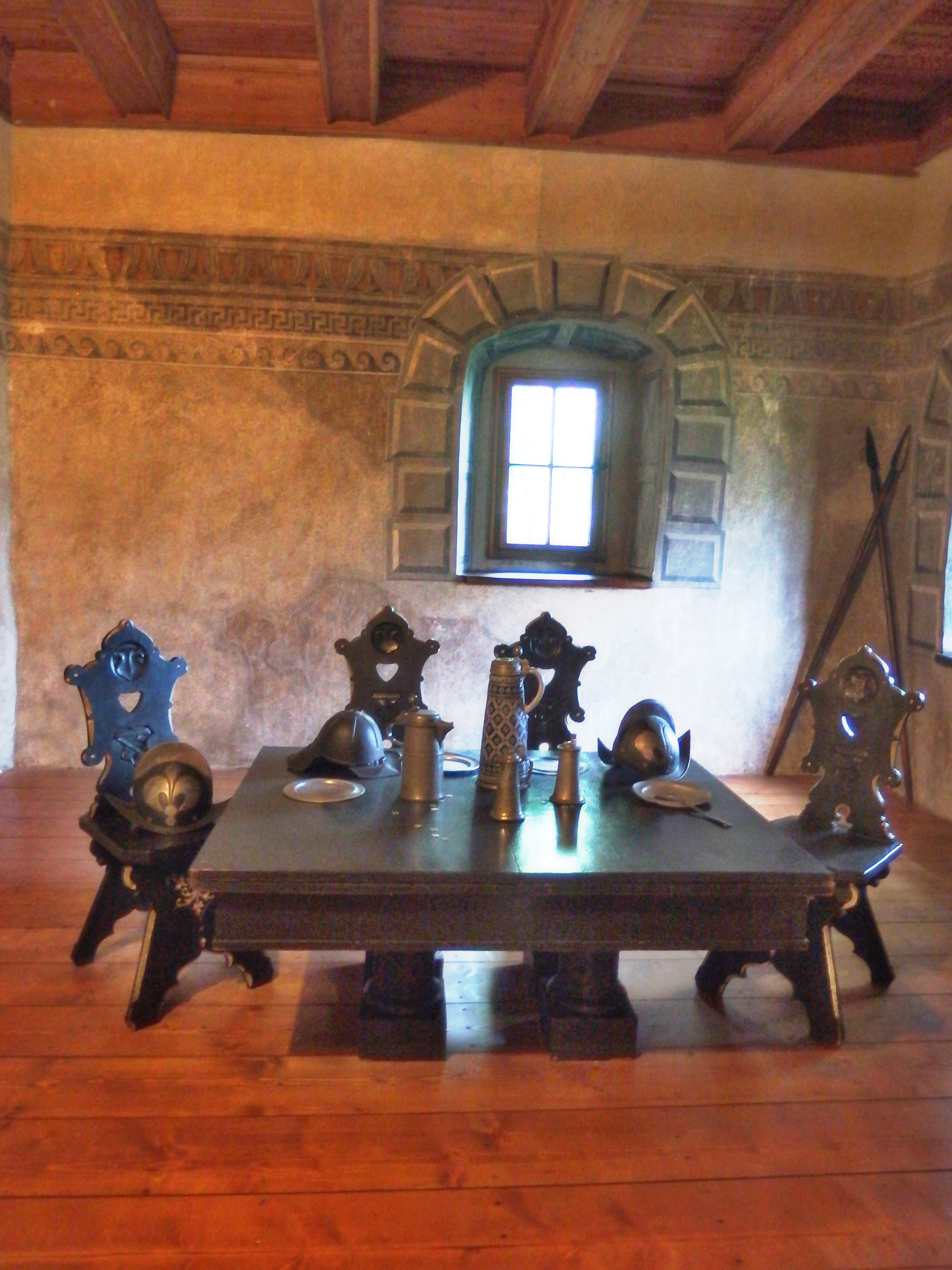

En el Museo del Castillo de Orava se encuentran actualmente las exposiciones de Pavol Országh Hviezdoslav. 
La exposición etnográfica renovada en 2007 presenta la cultura material y espiritual de la región de Orava. Compositivamente, se centra en la ocupación tradicional de la gente: la agricultura de montaña, pero también en la documentación de la vida cotidiana. La exposición de historia natural, también renovada en 2007, se centra en la presentación de elementos característicos y peculiaridades del entorno natural de Orava, que se presenta en forma de textos, fotografías y dioramas en vitrinas.

## En el cine
- En el castillo se filmó la película Nosferatu, eine Symphonie des Grauens de 1922.[1]
- En 2019 se rodó aquí la miniserie Drácula.[2][3]
- En 2000, se rodó la película Dragonheart: un nuevo comienzo
- En 2020 se rodó aquí la quinta temporada de la serie Van Helsing.[4][5]